# Refinería Aconcagua
La Refinería Aconcagua es una refinería de petróleo de la Empresa Nacional del Petróleo (ENAP), situada cerca de la desembocadura del río Aconcagua, comuna de Concón, en el Gran Valparaíso, Chile. 
Fue inaugurada en 1955, y refina crudo para la producción de combustibles y otros derivados. Produce el 100% de la gasolina que consume la zona central de Chile, y cerca del 28% de los requerimientos de combustible a nivel nacional.
Tiene una capacidad instalada de 100.000 bpd (barriles de crudo por día), lo que es aproximadamente, 662.45 m3/h.

## Historia
Los primeros estudios sobre la instalación de una refinería en el país datan de 1940, iniciativa de la Corporación de Fomento de la Producción. Como continuadora de este proyecto siguió la Empresa Nacional del Petróleo, fundada en 1950, y que en su primera sesión de directorio definió la instalación de la refinería en la ribera sur del río Aconcagua, en Concón.
Luego de un llamado internacional para el diseño de la refinería, el directorio de ENAP decidió aceptar la presentada por la empresa británica «M. W. Kellogg». La construcción inició en 1952 con la preparación de las fundaciones, y en 1953 se realizaron los montajes de las primeras unidades. Algunas piezas, luego de ser descargadas en el puerto de Valparaíso, tuvieron que ser llevadas en remolque por mar hacia Concón, como la torre de combinación de cracking. La refinería fue inaugurada por el presidente Carlos Ibáñez del Campo el 12 de noviembre de 1955.

## Descripción
La Refinería Aconcagua (ERA) está compuesta por diversas unidades de procesamiento.
Se alimenta de crudo desde el Terminal Marítimo Quintero (TMQ), cuya función es acumular crudos (de origen nacional e internacional por medio de monoboya) y productos terminados para su distribución (a través de 3 multiboyas). La transferencia de crudos y de productos entre las unidades TMQ y ERA se realiza por medio de un sistema de oleoductos administrado y proyectado por SONACOL inicialmente con un oleoducto de 8'', actualmente existen las líneas de 8'' original, 10'', 12'' (2 de ellas) y 24''.
- ERA posee dos unidades de fraccionamiento atmosférico Topping I y II junto con las respectivas unidades de Vacío I y II. El crudo pasa por un desalador inicialmente previo a su carga a estas plantas de destilacción fraccionada.  Estas unidades producen livianos, LPG, nafta liviana, nafta pesada, kerosene Straight Run, diésel Straight Run y gasoil atmosférico que ingresa a vacío donde se obtienen LVGO, MVGO, HVGO y pesados (pitch). Debido a que se deben cumplir especificaciones de producto para los motores actuales, ninguno de estos productos es un producto terminado y requieren pasos de purificación y mezclas posteriores

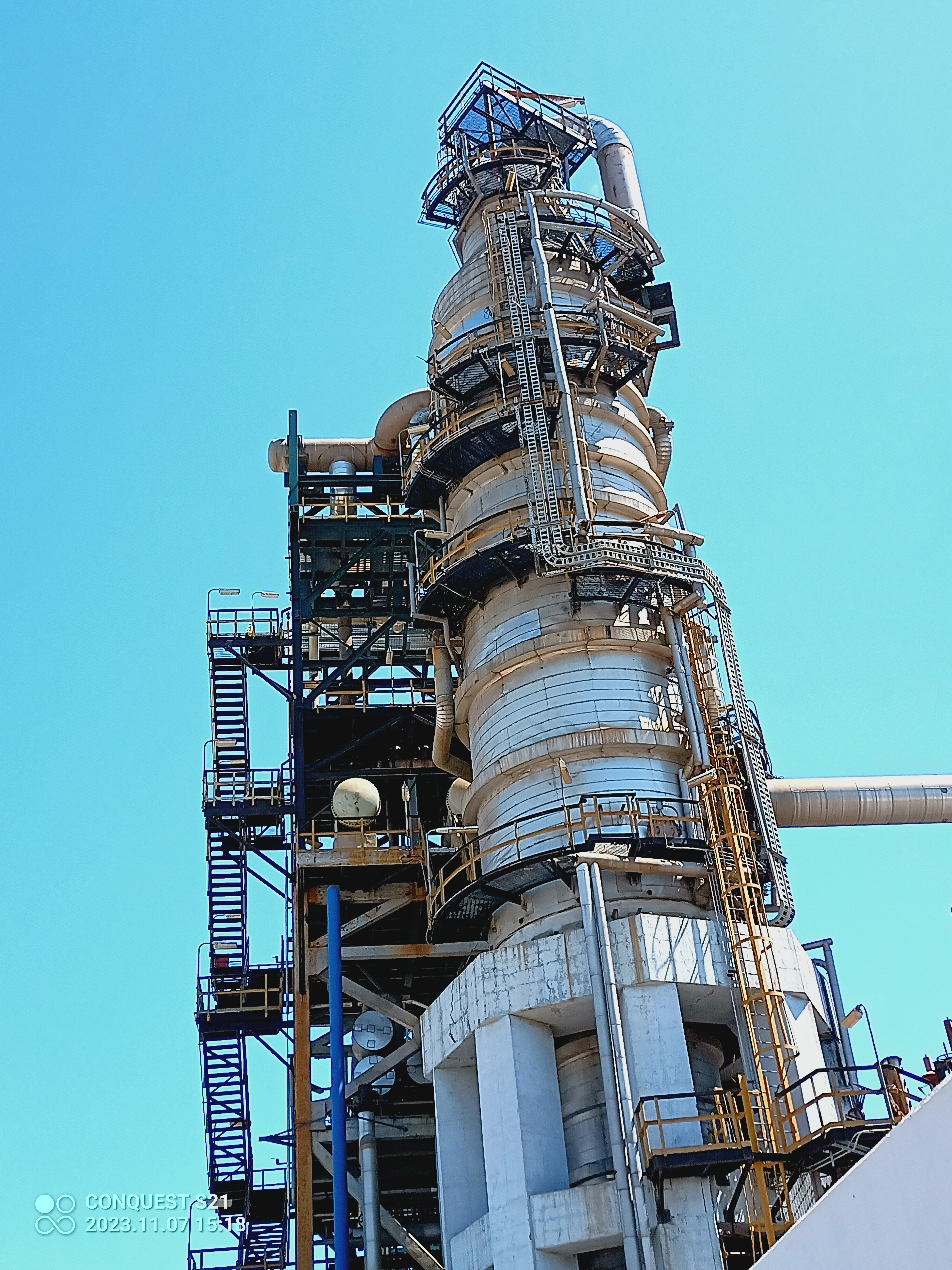
Torre de Vacío Topping I

  - Torre de Vacío Topping ISplitter de Gasolina alimenta Tratamiento de Livianos 1 y separa las variedades de Nafta para las unidades LNHT y NHT.
  - Unidad de Tratamiento de Livianos 1: toma LPG de Reformación más livianos de Topping I y II y entrega isómeros de 3 y 4 carbonos para la producción de LPG.
  - Unidad Light Naphtha Hydrotreating (LNHT) entrega producto para la unidad Isomerización. Esta unidad en conjunto con NHT utiliza hidrógeno para desulfurizar la nafta previo a otros tratamientos.
  - Naphtha Hydrotreating (NHT) entrega producto para Reformación Catalítica (CCR).
  - Unidad Isomerización (PENEX  de UOP[7]) entrega Isomerato. Esta unidad convierte moléculas lineales como n-pentano en moléculas ramificadas de mayor número de octano para la mezcla de producto final. También transforma el n-butano a i-butano que es usado directamente en la unidad de alquilación.
  - Unidad de Reformación Catalítica (CCR) de donde se obtiene LPG Reformado e Hidrógeno. Esta unidad convierte las moléculas de nafta desulfurizador en moléculas de mayor número de octano, lo que se conoce como reformato.
  - Unidades de oxidación de mercaptanos (MEROX), desulfuriza LPG, Kerosene, Jet  Fuel, transformando mercaptanos a disulfuros orgánicos.
- Desde las torres de Vacío, existen diversas unidades cuyo objetivo es aprovechar lo máximo posible los hidrocarburos presentes y reducir la cantidad de residuos viscosos y semisólidos, los cuales antiguamente eran restos de alquitrán usados para pavimentar, pero actualmente, con la instalación de la unidad Delayed Coker, se ha reducido a la producción de carbón de coke. Inicialmente, la unidad Visbraking se encargaba de tratar estos residuos semisólidos para remover la mayor cantidad de combustibles que no pudieron ser separados en las torres de destilación previa, pero en la actualidad, sólo funciona la unidad Coker.
  - Hydrocracking (HCK), toma gasoil y por medio de tratamiento con hidrógeno se realiza un fraccionamiento catalítico que genera moléculas de menor tamaño de mayor valor, dentro del corte de nafta, kerosene y diésel.
  - Mild Hidrocracking (MHC), realiza el mismo trabajo que HCK pero más "suave" es decir, un menor grado de fraccionamiento.
  - Fluid Catalytic Cracking Unit (FCCU) utiliza un catalizador para realizar el fraccionamiento de las moléculas en otras de menor tamaño. Genera directamente "gasolina FCCU" hacia unidad HDG y Light Cycle Oil (LCO).
  - Coker Retardado (Delayer Coker Unit DCU) toma la fase más pesada de las torres de destilación, conocida como "Pitch" para obtener nafta y diésel de Coker además de un gas "Fuel Gas" que alimenta a las diferentes calderas y hornos de refinería y un carbón "coke" utilizado para unidades de producción de energía eléctrica.
- Hydrotreating of Diesel (HDT) toma el diésel de HCK y MHC junto con el LCO de FCCU, diésel y nafta de Coker y el Straight Run Diesel de Toppings y remueve el azufre para generar el diésel dentro de especificaciones de venta. Al igual que HCK, MHC, NHT y HDG, está basado en el uso de hidrógeno para cortar moléculas y remover azufre, el cual pasa a ser ácido sulfhídrico, el cual es tratado en otras unidades.
- Tratamiento de Livianos 2 y 3: Produce Fuel Gas para consumo de refinería a partir de los livianos de FCCU. Parte de estos livianos son isómeros de 3 y 4 carbonos que son la alimentación de otras unidades.
- Splitter C3/iC3: Separa el propano del isopropano. El propano es enviado a FCCU mientras que el isopropano hacia unidad DIPE.
- Selective Hydrogenation Process (SHP) minimiza el consumo de ácido en la unidad de alquilación y produce 2-Buteno maximizando el yield de alquilato. Toma isómetros de 4 carbonos y transforma en n-butano para alimentar alquilación.
- Unidad de Alquilación: convierte el i-butano y los butilenos en alquilato, el cual tiene un número de octano muy alto y se utiliza para aumentar el octanaje en gasolinas. Esta unidad requiere ácido sulfúrico, por lo que trabaja directamente relacionada con la unidad SAR.
- Unidad Butamer: toma el n-butano y lo transforma en i-butano antes de alimentar Alquilación.
- Unidad de Regeneración de Ácido Sulfúrico (SAR): descomposición térmica, limpieza del gas, conversión y absorbción para la producción de ácido sulfúrico desde gases ácidos.
- Di-Isopropil Eter (DIPE) a partir de isómeros de propano se produce DIPE el cual es un aditivo para las gasolinas.
- Hydrodesulfurization of Gasolines (HDG), se alimenta con Gasolina FCCU y entrega Light Cycle Naphtha (LCN) y Heavy Cycle Naphtha (HCN). Como dice su nombre, se utiliza hidrógeno para remover azufre de este corte de petróleo.
- Blending de Gasolina: LCN + HCN+ DIPE + Alquilato + Isomerato + Reformato forman la actual gasolina utilizada en motores a gasolina en Chile.

Existen una serie de unidades adicionales utilitarias tanto para la producción de otros productos como para el tratamiento de las corrientes de desechos. Las unidades instaladas en ERA actualmente son:
- Unidad Regeneración de Aminas (ARU), regenera la metil-dietil-amina (MDEA) utilizada en Coker y en HDT, la cual adsorbe azufre. Esta unidad desorbe el azufre, recuperando el MDEA para su reutilización mientras que los gases y líquidos ácidos en donde se encuentra el azufre, es tratado en parte en la unidad de tratamiento de aguas agrias (SWS) y en la unidad de recuperación de azufre (URA).
- Unidad de tratamiento de aguas agrias (SWS). Esta unidad permite separar amoniaco y ácido sulfhídrico del agua generando una corriente de agua limpia, slops (residuos orgánicos a reproceso) y una corriente de gases ácidos a URA. Actualmente se cuenta con 2 de estas unidades.
- Unidad de Recuperación de Azufre (URA) utiliza la tecnología Claus para transformar amoniaco en nitrógeno, y ácido sulfhídrico en azufre elemental por medio de reacción catalítica. El proceso elimina gases limpios a la atmósfera mientras que el azufre líquido es transportado por contratistas para su venta. Actualmente se cuenta con 3 de estas unidades con un proyecto para una cuarta unidad.
- Planta de Suministros: Agua desmineralizada para calderas, Vapor de baja, alta y media presión (50, 150 y 600 #) y Aire comprimido. ERA posee 5 calderas, además de comprar vapor para sus operaciones.
- Torres de Enfriamiento: 7 aeroenfriadores permiten bajar la temperatura del agua de enfriamiento por medio de caída del agua caliente en contracorriente de aire a temperatura ambiente. El agua es recuperada al fondo de las torres para volver a enfriar procesos. Estas unidades, cercanas al río Aconcagua, son notorias por la formación de nubes de agua sobre ellas.
- Planta de Desodorización: Tratamiento de olores de corrientes de desechos.
- Planta de Producción de Soda Cáustica: para el uso de las unidades URA.
- Pressure Swing Adsorption for Hydrogen Recovery Plant (PSA) esta unidad recupera el hidrógeno de las corrientes de desecho para el uso en las unidades de la división hidrógeno (HCK, HDT, HDG, Reform, CCR, LNHT, NHT).
- Wet Gas Scrubber (WGS) es la unidad más actual de ERA.[8] Esta unidad es un lavador de gases que remueve partículas contaminantes previamente no identificadas por refinería. Se puede identificar por ser una torre alta que entrega una pluma de vapor de agua más grande que ninguna otra en Refinería.
- Planta Tratamiento Aguas Servidas (PTAS) trata la totalidad del agua servida de origen humano desde las oficinas, zonas administrativas y de trabajos.
- Fenoles I y II tratamiento de aguas (Waste Water Treatment WWT): en las etapas finales de tratamiento de aguas residuales industriales, existen separadores de aceites API que remueven hidrocarburos y en conjunto con aireadores, separadores y lagunas, permite eliminar componentes olorosos y cumplir con la legislación chilena de calidad de agua previo a su disposición final por emisario submarino al mar.
- Wet Gas Sulphuric Acid (WSA) permite la fabricación de ácido sulfúrico, requerido en distintas operaciones como alquilación.
- Sistema cerrado de drenaje (CDS) impide que aguas contaminadas con hidrocarburos escapen de refinería.
- Antorchas (Flares): utilizadas para quemar excesos gaseosos, escapes de válvulas de alivio de plantas, acumulación de gases combustibles y de desechos. Esta operación transforma todo en componentes menos contaminantes que si se liberaran a la atmósfera.
- Recuperación de Condensados (CSS): recupera los condensados de vapor de unidades calderas.
- Pozos: El agua de Refinería proviene de pozos que se encuentran en las inmediaciones de planta pero cuyas distancias pueden ser mayores a 30 km.
- Sistemas Anti-incendios: Enormes estanques están instalados con capacidad de combatir incendios en Refinería.
- Almacenamiento Intermedio de Productos y Reprocesos.

Finalmente, ERA posee diversos departamentos y áreas para el funcionamiento diario:
- Vista este de Refinería. Se observa Planta DCU y almacenamientoUnidad de Respuesta Incendios
- Policlínico
- Casinos de Alimentación.

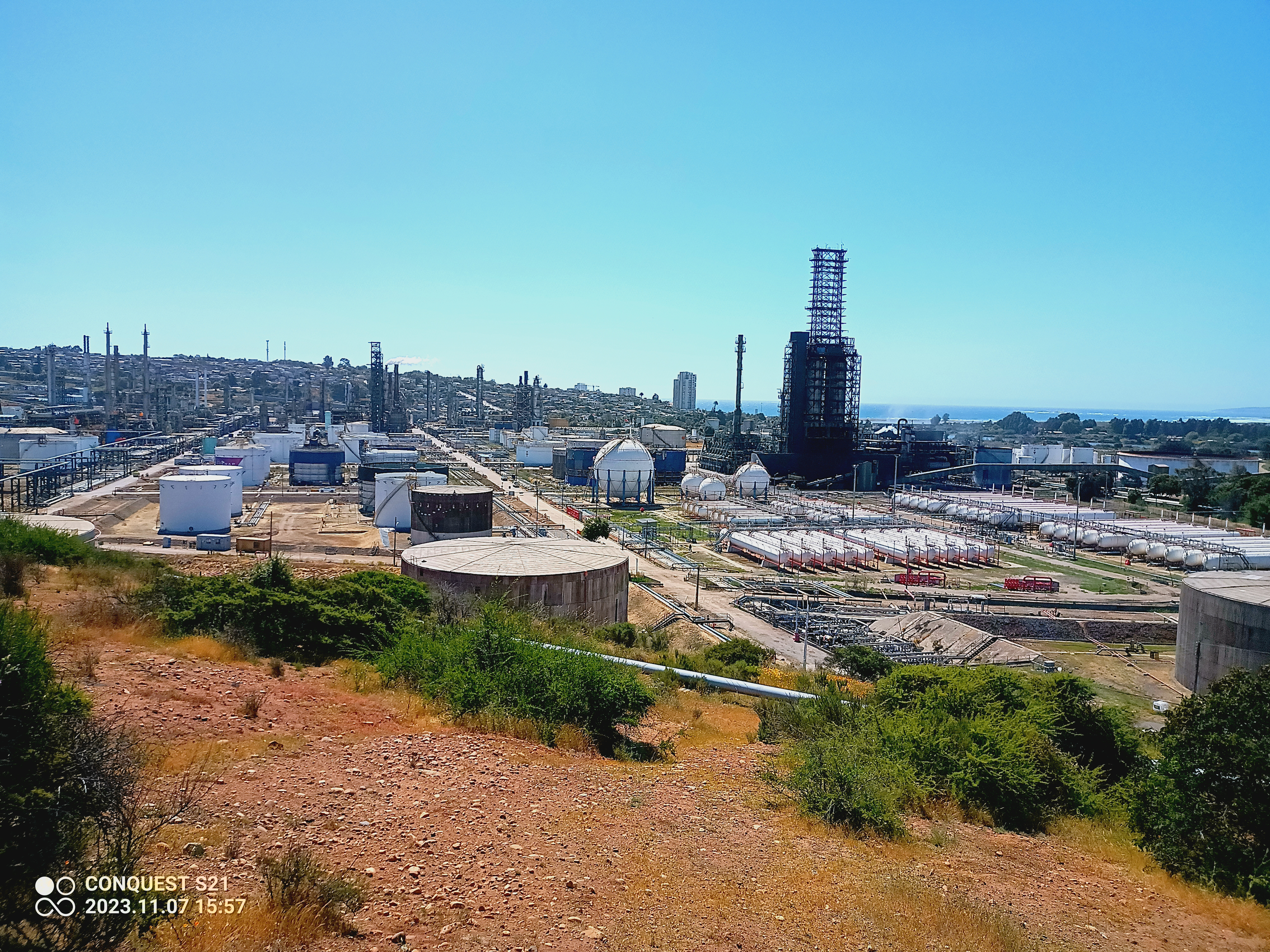
Vista este de Refinería. Se observa Planta DCU y almacenamiento

- Laboratorios de Análisis de Productos y Materias Primas.
- Sistema de Transporte Externo (buses de acercamiento) e Interno.
- Seguridad.
- Patio de Contratistas.
- Departamentos de Producción, Ingeniería, Construcción, Mantención, Aprovisionamiento, Ambiental, Relación con la Comunidad, etc.